# Història del jazz a Catalunya

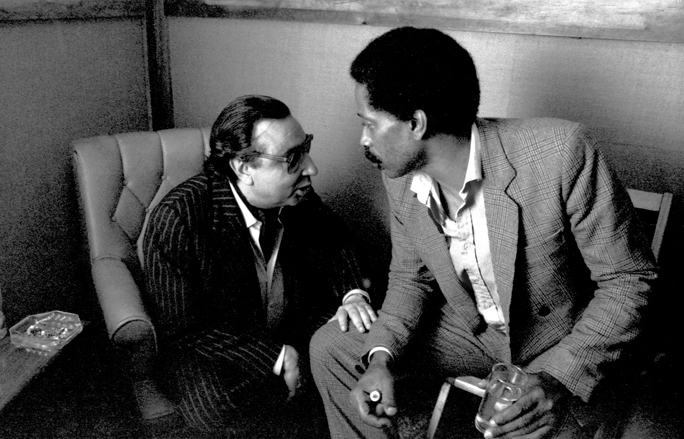
Tete Montoliu amb Bobby Hutcherson a la Kuumbwa Jazz Center de Santa Cruz, a Califòrnia.

El jazz a Catalunya va començar a sonar a principis del segle xx, durant els bojos anys 20. De fet, Catalunya va ser la porta d'entrada del jazz al sud d'Europa. Des dels bojos anys vint, amb les orquestres de ball, fins ben entrat el segle xxi, amb una fornada de músics com mai no havia existit, Catalunya ha generat clubs, discogràfiques, festivals i primeres figures de relleu internacional com Tete Montoliu, Carles Benavent i Jordi Rossy, entre moltes altres.
Amb el temps, el jazz ha esdevingut una part molt viva de la cultura catalana. D'ençà dels anys vint fins avui han passat per Catalunya, on han deixat una empremta molt pregona, algunes de les millors orquestres i molts dels millors solistes nord-americans. També han sorgit uns quants músics autòctons de gran vàlua. Per contrarestar l'ambient d'excitació col·lectiva que es respirava entre els hotfans als cines on se celebraven habitualment els concerts i els festivals de jazz, va sorgir una curiosa i efímera organització denominada Hot Español, amb el propòsit d'elevar la categoria dels concerts de jazz. Amb aquesta finalitat, Hot Español va ser la promotora d'un Concert Simfònic de Jazz que es va celebrar la nit del 27 de març de 1941 en l'incomparable marc del Palau de la Música, en aquell temps un insòlit escenari per al jazz. Van obrir el concert el Quintet Hot de Barcelona, el duo de pianistes Pere Masmitjà-Antoni Udina, l'Orquestra Plantación, el quintet Emil Hot Five i Rod Lauder (piano), precedint la presentació de l'Orquestra Simfònica de Jazz
Aquest estil musical ha viscut èpoques de major o menor intensitat, ha intercalat períodes de glòria amb d'altres d'incertesa, però en cap cas ha deixat de progressar, millorar i enriquir-se.

## Arribada

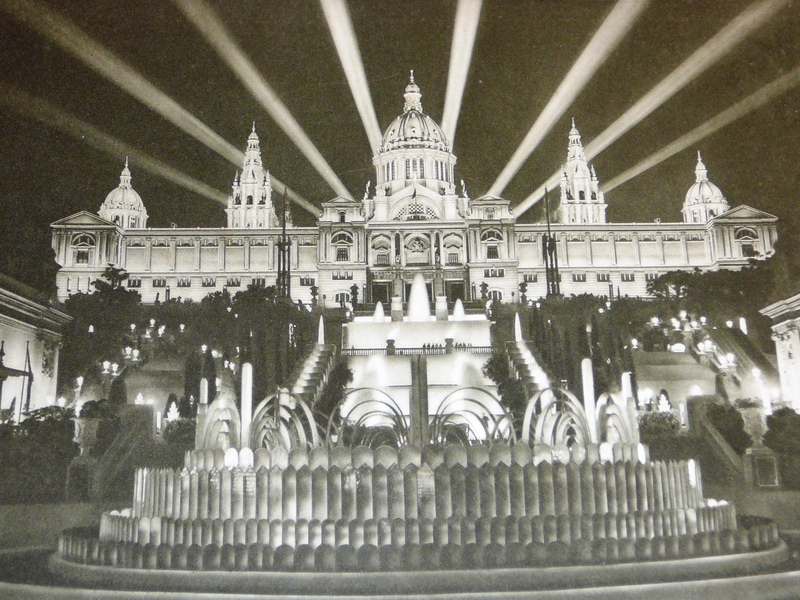
El Palau Nacional es va construir amb motiu de l'Exposició Internacional de Barcelona de 1929.

El jazz és una música urbana i, per tant, el primer territori català on es va propagar la seva espurna va ser Barcelona. La ciutat, un emplaçament portuari obert al mar i al comerç, als anys vint del segle xx, quan el jazz prenia forma de revolució musical al seu lloc d'origen –els Estats Units d'Amèrica–, s'esmerçava per convertir-se en el centre de totes les mirades amb l'organització de l'Exposició Universal del 1929. La muntanya de Montjuïc va ser una de les zones escollides com a aparador d'aquest esdeveniment i als seus peus, l'avinguda del Paral·lel, va posar a disposició dels visitants l'atapeïda agenda d'espectacles dels seus teatres, sales de festes i els anomenats cafè concerts. Les orquestres de ball van incorporar als seus repertoris números de foxtrot, xarleston i altres ritmes moderns de l'època. Així, es va iniciar a la capital catalana l'era del jazz.
Malgrat que Barcelona va capitalitzar el fenomen, la resta del territori no es va mantenir aliena als nous ritmes. La prova és que les mateixes formacions de cobla, que durant les actuacions diürnes es dedicaven al cultiu de la sardana i altres sonoritats folklorico-tradicionals, quan arribava la nit es convertien en formacions de ball que es negaven a prescindir de les cançons i els ritmes de moda. Aquesta tendència es va estendre i cada vegada hi havia més músics que se sentien atrets per aquesta nova música basada en el síncope i el seu fruit, el swing.

## Primers músics

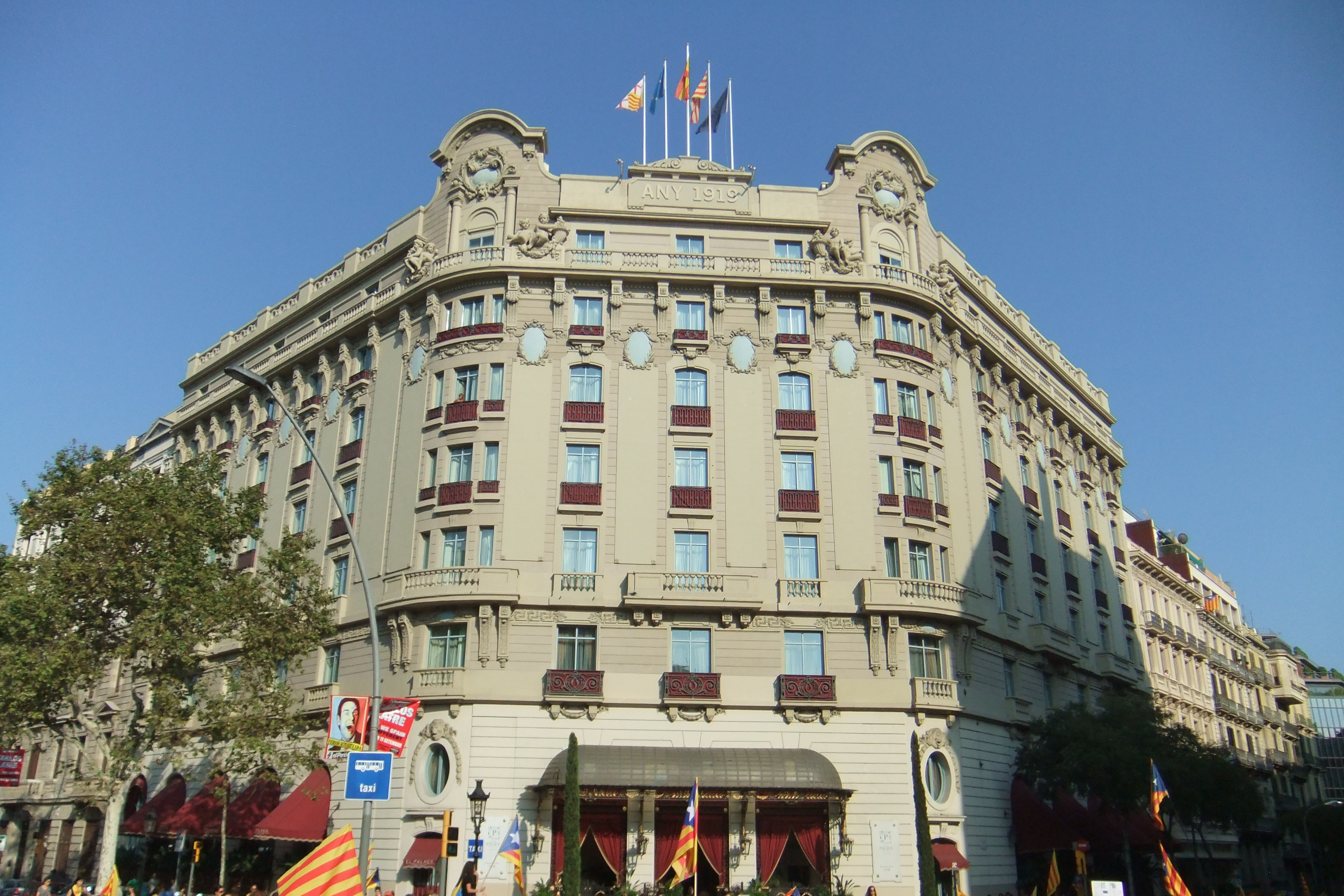
Els salons de l'Hotel Ritz de Barcelona van programar jazz durant molts anys.

Músics com Lluís Rovira, Ramon Evaristo o Josep Ribalta i grups com l'Orquestra Plantación o l'Orquestra Casino, entre moltes altres, a poc a poc es van especialitzar en la interpretació del jazz més primigeni i essencial. A banda de les sales de concerts, els hotels eren espais providencials per a molts músics, que podien esplaiar-se de forma regular i constant al voltant d'unes sonoritats que eren rabiosament noves i, fins i tot, transgressores amb les convencions establertes. A l'Hotel Ritz, per exemple, l'Orquestra de Bernard Hilda es va guanyar l'admiració i l'entusiasme de tots els aficionats. Amb la contractació, com a solista convidat, del saxofonista nord-americà Don Byas –un dels fundadors del bebop al Minton's de Nova York– el jazz del Ritz encara va guanyar més qualitat i el seu ascens va ser imparable. D'altra banda, Don Byas, quan acabava les sessions amb l'orquestra de l'hotel, començava una ronda nocturna per diferents locals de la ciutat a la recerca d'unes jam sessions que li permetessin bufar el metall al seu caprici i sense reserves. Es pot considerar Don Byas el primer antecedent important de la connexió que a poc a poc es va teixir entre Barcelona i Nova York.
Cal destacar la creació del Hot Club l'any 1935 a imatge i semblança dels fundats a França i a Bèlgica tan sols tres anys abans. Creat per un nucli dur d'aficionats i apassionats del gènere, el Hot Club va tenir com a missió propagar i difondre l'entusiasme que tots ells sentien per aquell nou estil musical. Els membres del Hot Club van fundar una revista, van promoure audicions i conferències i, el més important, van arriscar els patrimonis personals aportant músics de primeríssim nivell com Louis Armstrong. En sintonia, altres localitat catalanes com Granollers, Cardedeu, Sitges i Girona, a les quals poc després s'afegiria també Terrassa i altres poblacions, tenien el seu club d'amics o la seva agenda d'activitats a l'entorn del jazz.

## El poder de Tete Montoliu

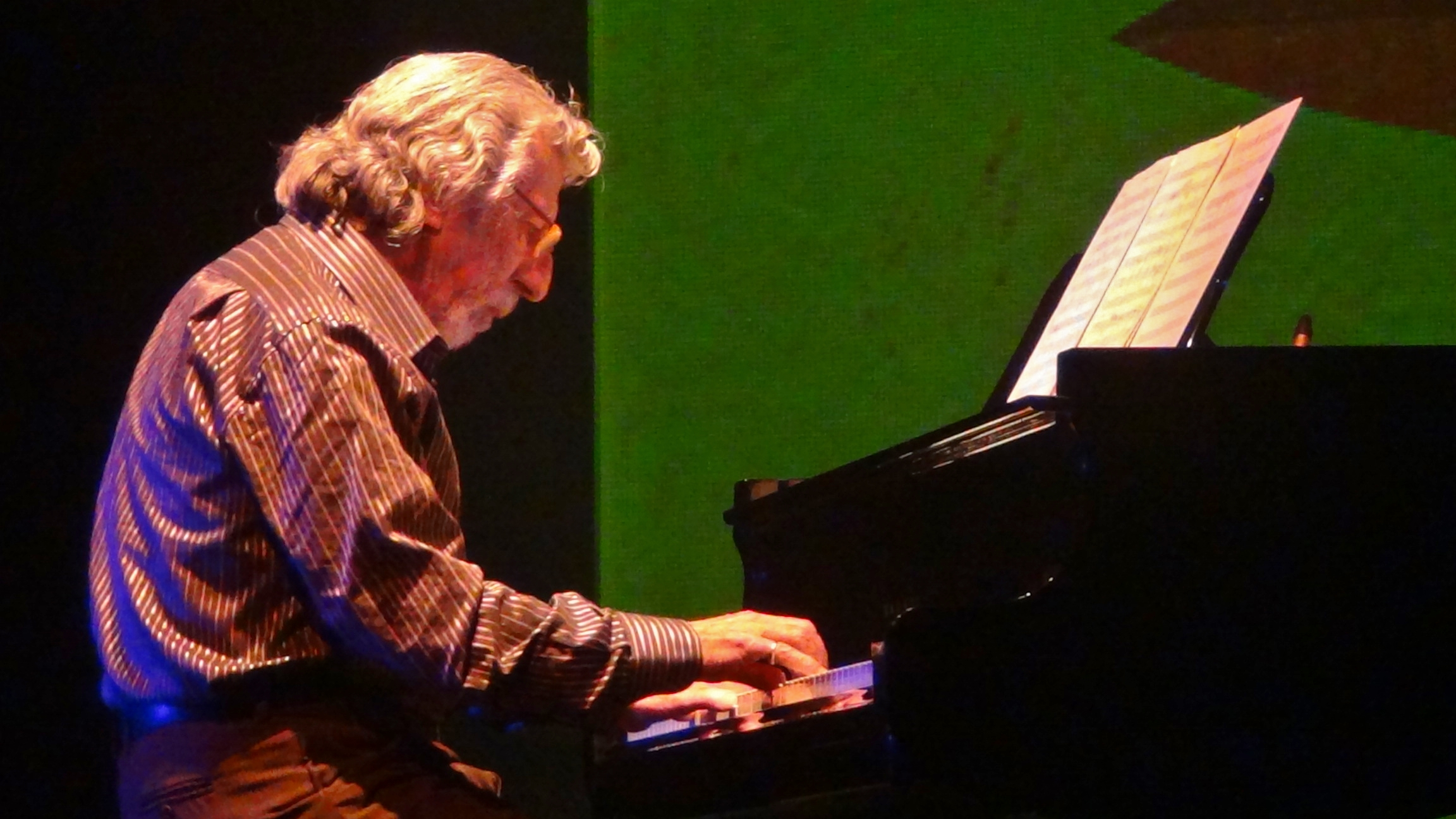
Francesc Burrull al piano el 2013

És evident que l'aparició de Tete Montoliu en escena va marcar un abans i un després a la història del jazz a Catalunya. Enmig d'un entorn gens favorable, sota el règim d'una dictadura que considerava el jazz una intoxicació estrangera, i formant-se en un conservatori on aquesta música era tractada de perversió, Tete Montoliu no va cedir i va ser tenaç: va lluitar fins a convertir-se en el primer músic de jazz professional del país.
Beneït per Lionel Hampton com el millor pianista d'Europa, va iniciar la seva carrera internacional l'any 1958 al Festival de Jazz de Canes. A partir d'aleshores, la seva carrera ja no va tenir aturador: va tocar amb els membres més insignes del nou jazz, conegut com a bebop, i abanderat per Charlie Parker i Dizzy Gillespie. Tete Montoliu va ser el primer músic que va aconseguir col·locar Catalunya al mapa internacional del jazz. Va ser un músic decisiu: cap altre lloc d'Espanya tindria la relació que tenia Catalunya amb el jazz. En el rastre de Tete Montoliu, i també com a pioners, cal citar els noms de Josep Maria Farràs, Ricard Roda, Francesc Burrull, Adrià Font i Salvador Font Mantequilla.

## Obre el Club Jamboree

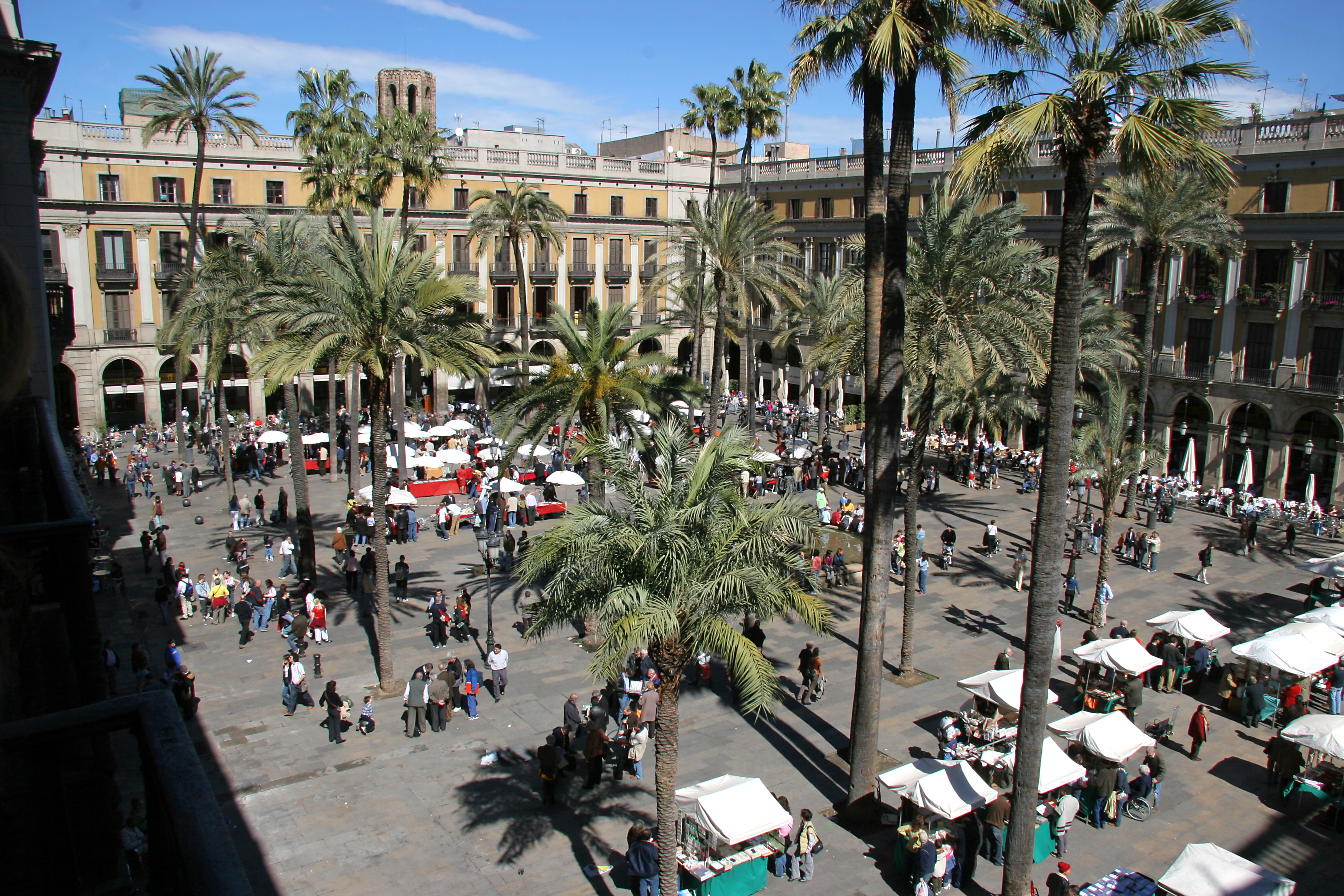
La Plaça Reial, on encara es troba el Jamboree.

Amb la creació, el 1960, del Club Jamboree a la Plaça Reial de Barcelona, impulsat pels joves aficionats del Jubilee i sota l'encàrrec de l'empresari Joan Rosselló, Barcelona gaudia d'una Cava de jazz, amb programació regular, per on arribarien a passar les figures més rellevants del gènere d'àmbit internacional i on es formarien els músics de l'escena local. Va ser el preàmbul també del Festival de Jazz de Barcelona, que va néixer sis anys més tard, i l'estímul perquè una altra localitat, on l'afició al jazz estava en plena ebullició, creés la seva pròpia Jazz Cava i, anys més tard, el seu festival: Terrassa.
Quan el Jamboree va tancar a final dels seixanta, va agafar el relleu La Cova del Drac i, des d'uns altres preceptes estètics i de concepte, l'any 1973 va aparèixer la Sala Zeleste, que es va convertir en la catalitzadora de les noves sonoritats marcades per la fusió i el rock progressiu. Unes noves tendències que aquí van tenir la denominació pròpia de so laietà i que, en el camp del jazz, van continuar l'estil marcat per músics com Miles Davis, Chick Corea, Joe Zawinul i John McLaughlin, entre molts altres. Grups tan dispars com la Companyia Elèctrica Dharma, Blay Tritono, Fusioon, Barcelona Traction, l'Orquestra Mirasol o Música Urbana van ser alguns dels seus principals abanderats.

## Escoles de jazz
L'última gran transformació de l'escena jazzística catalana es va originar el 1979, quan es van crear les primeres escoles de música moderna amb un efímer Zeleste i les encara vigents i actives Aula de Música Moderna i Taller de Músics. Allà es va formar una nova generació de músics que, per primera vegada, van tenir l'oportunitat d'aprendre el jazz des de l'acadèmia. I gràcies a la creació de nous locals com el Harlem Jazz Club, entre d'altres, també van poder formar-se dalt els escenaris i posar a prova els seus coneixements. Aquesta nova fornada de músics posteriors a Tete Montoliu són els que van establir contacte directe amb els seus coetanis que es formaven a escoles dels Estats Units com l'escola Berklee de Boston i van promoure l'intercanvi als dos costats de l'Atlàntic. La generació posterior a Tete Montoliu, ja amb una base acadèmica, ha deixat alguns noms destacats com ara els de Perico Sambeat, Albert Bover, Carme Canela, Laura Simó, Lluís Vidal, Jordi i Mario Rossy, David Xirgu, Marc Miralta, David Mengual, Jon Robles, Ignasi Terraza, etc.

## Finals de segle XX
Als noranta del segle passat, altres figures importants van teixir importants xarxes de relació entre les dues bandes de l'Atlàntic. Entre elles, el músic Jordi Rossy, que va portar a Barcelona molts dels amics amb els quals havia estudiat a Berklee: uns joveníssims i desconeguts Brad Mehldau, Mark Turner, Jeff Ballard, Kurt Rosenwinkel i un llarg etcètera dels qui avui ocupen un lloc de preferència a l'escena internacional.

## Darrers temps
Esperonats per aquesta nova i activa escena van aparèixer nous segells discogràfics, es van multiplicar els festivals, es van crear nous col·lectius, associacions i entitats al voltant del jazz i van sorgir publicacions com Jaç, que recull l'actualitat d'un sector que ha esdevingut un dels més prolífics i exportables de l'escena musical del país. Entre les figures més actuals hi ha una nova fornada de músics amb Llibert Fortuny, Raynald Colom, Marc Ayza, Giulia Valle, Elisabeth Raspall, Xavi Maureta i una següent tongada representats, per exemple, en Sergi Sirvent, Roger Mas, Ismael Dueñas, Gabriel Amargant, Raul Reverter, Celeste Alías i Marco Mezquida.

## Principals festivals
Catalunya és terra de jazz i s'hi concentren bastants festivals. Els més destacats són:
- Festival de Jazz Terrassa, a l'hivern.[4]
- Festival Internacional de Dixieland de Tarragona, la setmana anterior a la de Pasqua.[5]
- Festival de Jazz de Barcelona, a la tardor.[6]
- Festival de Jazz Costa Brava - Palafrugell a l'octubre[7]